# Batalla de las Salomón Orientales
La batalla de las Salomón Orientales, también conocida como la batalla de la Isla Stewart o como segunda batalla del Mar de Salomón (第二次ソロモン海戦?) en las fuentes japonesas, la disputaron la Armada Imperial Japonesa y la de los Estados Unidos entre el 24 y el 25 de agosto de 1942 en el marco de la campaña del Pacífico de la Segunda Guerra Mundial. Fue el segundo choque en importancia de la Campaña de Guadalcanal. Los buques de los dos bandos no llegaron a verse, al igual que sucedió en las batallas del Mar del Coral y de Midway. Los ataques de ambas partes los realizaron aviones de los portaaviones o con base en tierra.
Los barcos de las dos naciones enfrentadas se retiraron tras varios ataques aéreos, sin que hubiese un vencedor claro. Los estadounidenses y sus aliados sufrieron menos pérdidas que los japoneses, que a los que la batalla privó de un número considerable de aeronaves y de tripulaciones experimentadas. El combate retrasó asimismo la llegada de los refuerzos japoneses destinados a Guadalcanal, que finalmente fueron transportados en buques de guerra en lugar de en transportes; esto concedió a los Aliados más tiempo para prepararse para afrontar la contraofensiva enemiga y evitó que los japoneses pudiesen desembarcar artillería pesada, municiones y otros suministros en la isla.

## Antecedentes
Los Aliados (fundamentalmente infantes de marina estadounidenses) desembarcaron en Guadalcanal, Tulagi y las islas Florida, en las islas Salomón, el 7 de agosto de 1942. El desembarco en estas islas tenía por objetivo impedir que los japoneses las utilizasen como bases para atacar las líneas de suministro que unían los Estados Unidos con Australia, emplearlas a su vez como puntos de apoyo para posteriores avances en una campaña que debía permitir a los estadounidenses aislar la gran base enemiga en Rabaul y facilitar la Campaña de Nueva Guinea. Con esta acción empezó la Campaña de Guadalcanal, que duró seis meses.

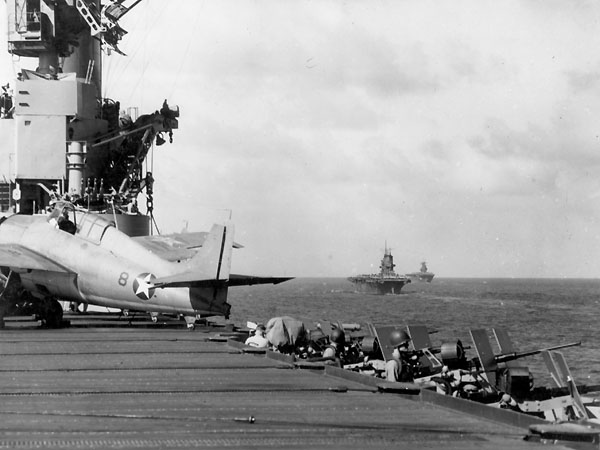
Los portaaviones estadounidenses Wasp (en primer plano), Saratoga y Enterprise (al fondo) en misión en el Pacífico al sur de Guadalcanal el 12 de agosto de 1942

Tres portaaviones estadounidenses participaron en las operaciones de desembarco: el Saratoga y su unidad operativa 11, el Enterprise y su unidad operativa 16, y el Wasp con la 18, todos ellos acompañados de sus escoltas y sus aviones; entre los buques de acompañamiento se contaba un acorazado, varios cruceros y destructores. El jefe de las tres unidades de portaaviones era el vicealmirante Frank Jack Fletcher, cuya nave capitana era el Saratoga. Los aviones de los tres portaaviones participaron en los desembarcos protegiendo a los soldados tanto de las fuerzas japonesas que defendían las islas como de la aviación nipona apostada en Rabaul. Permanecieron en el Pacífico sur tras el desembarco con las siguientes tareas: proteger las líneas de comunicación entre las bases aliada en Nueva Caledonia y Espíritu Santo, colaborar con las fuerzas terrestres en Guadalcanal y Tulagi para desbaratar posibles contraataques japoneses, amparar a los transportes que llevaban abastos a Guadalcanal y acometer a los barcos enemigos que operasen en la zona.
Los portaaviones protegieron la llegada al aeródromo Henderson de Guadalcanal de aviones de caza y bombarderos entre el 15 y el 20 de agosto. Los estadounidenses acababan de apoderarse de este terreno y de ponerlo en funcionamiento y ambos lo consideraban una posición estratégica que permitía dominar los cielos del archipiélago. En efecto, los aviones del aeródromo pronto limitaron las operaciones que pudieron llevar a cabo las unidades japonesas en las Salomón y facilitaron el desgaste de las fuerzas enemigas en todo el Pacífico sur. El control aliado del aeródromo fue un factor clave en el desarrollo de la batalla de guadalcanal.
La ofensiva aliada en las Salomón sorprendió a la Armada japonesa, que mandaba el almirante Isoroku Yamamoto, pero tanto esta como el Ejército de Tierra se aprestaron a contraatacar y expulsar al enemigo de Guadalcanal y Tulagi. La contraofensiva se bautizó con el nombre de Operación Ka, por la primera sílaba del nombre nipón de Guadalcanal. La Armada deseaba asimismo aprovechar la operación para destruir a los navíos enemigos en el Pacífico sur, en especial los portaaviones estadounidenses.

## Batalla

### Preludio
Un convoy de tres lentos transportes con 1411 soldados japoneses del 28.º Regimiento de Infantería de Kiyonao Ichiki y varios cientos de Fuerzas Navales Especiales Japonesas (FNEJ) del 5.ª Destacamento Naval Especial de Desembarcos zarpó de la base de atolón de Truk con rumbo a Guadalcanal el 16 de agosto. El crucero ligero Jintsū ocho destructores y cuatro patrulleras al mando del contraalmirante Raizō Tanaka protegían el convoy De Rabaul partió asimismo una escuadra de cuatro cruceros pesados de la 8.ª Flota para participar en la travesía, al mando del vicealmirante Gunichi Mikawa. Estos buques, relativamente antiguos, eran los que había vencido a una escuadra enemiga en la batalla de la isla de Savo. En aquel combate un submarino estadounidense había hundido el crucero Kako. Tanaka planeaba desembarcar las tropas de tierra que escoltaba en  Guadalcanal el 24 de agosto.

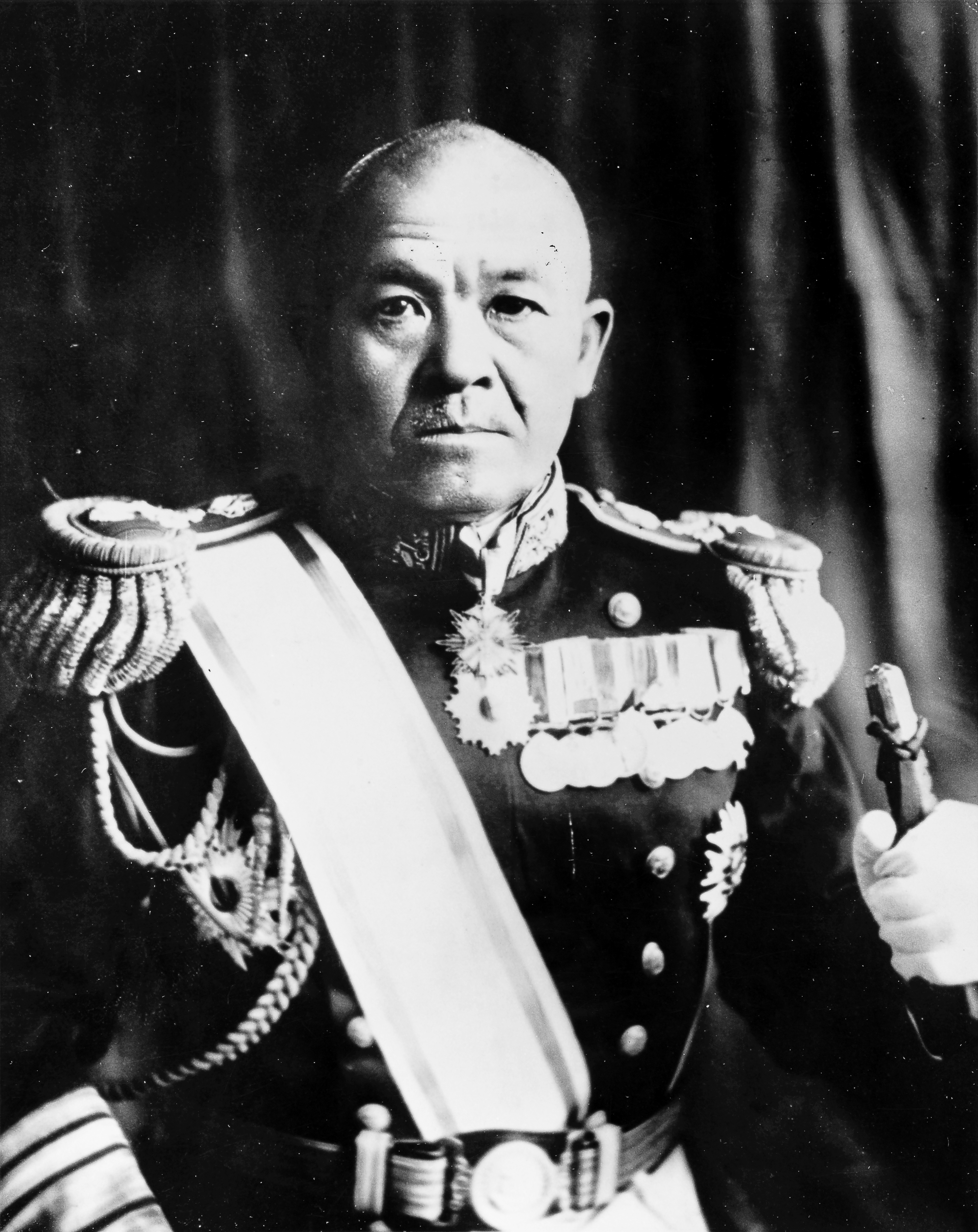
El vicealmirante Chūichi Nagumo

El resto de la escuadra japonesa encargada de llevar a cabo el plan Ka partió de Truk el día 21, con rumbo a las Salómon meridionales. Estos barcos iban encuadrados en tres grupos: el principal, con los portaaviones Shōkaku, Zuikaku y Ryūjō (portaviones ligero) y su escolta de un crucero pesado y ocho destructores, todos al mando del vicealmirante Chūichi Nagumo a bordo del Shōkaku; el de vanguardia, con dos acorazados, tres cruceros pesados, uno ligero y tres destructores, que mandaba el contraalmirante Hiroaki Abe; y el de la avanzadilla del vicealmirante Nobutake Kondō, con cinco cruceros pesados, uno ligero, seis destructores y el portahidroaviones Chitose. La escuadra contaba además con unos cien bombarderos, cazas y aviones de reconocimiento de la Armada con base en Rabaul y las islas cercanas, que debían colaborar en la misión. El grupo de Nagumo navegaba tras los otros dos para tratar de ocultar sus barcos a los aviones de reconocimiento del enemigo.
El plan Ka disponía que, una vez descubierta la posición de los portaaviones enemigos bien por los aviones de reconocimiento o porque estos hubiesen acometido a los barcos nipones, los portaaviones de Nagumo enviarían sus aviones a destruirlos. Una vez destruidos o al menos neutralizados los portaaviones, la vanguardia de Abe y la avanzadilla de Kondo arremeterían contra el resto de la armada enemiga. Concluida la operación naval, los japoneses podrían bombardear a continuación el aeródromo Henderson y desembarcar infantería para recuperar Guadalcanal y Tulagi.
La inesperada batalla de Tenaru del 19 y 20 de agosto entre la infantería de marina estadounidense y los soldados japoneses hizo que las unidades estadounidenses se portaaviones diesen media vuelta y pusiesen rumbo a Guadalcanal cuando se hallaban ya a trescientas cincuenta milla náuticas de las islas, el 21 del mes. Los portaaviones debían colaborar con la infantería de marina desplegada en la isla, proteger el aeródromo Henderson, atacar al enemigo y destruir cualquier barco nipón que llegase a apoyar a las fuerzas terrestres.

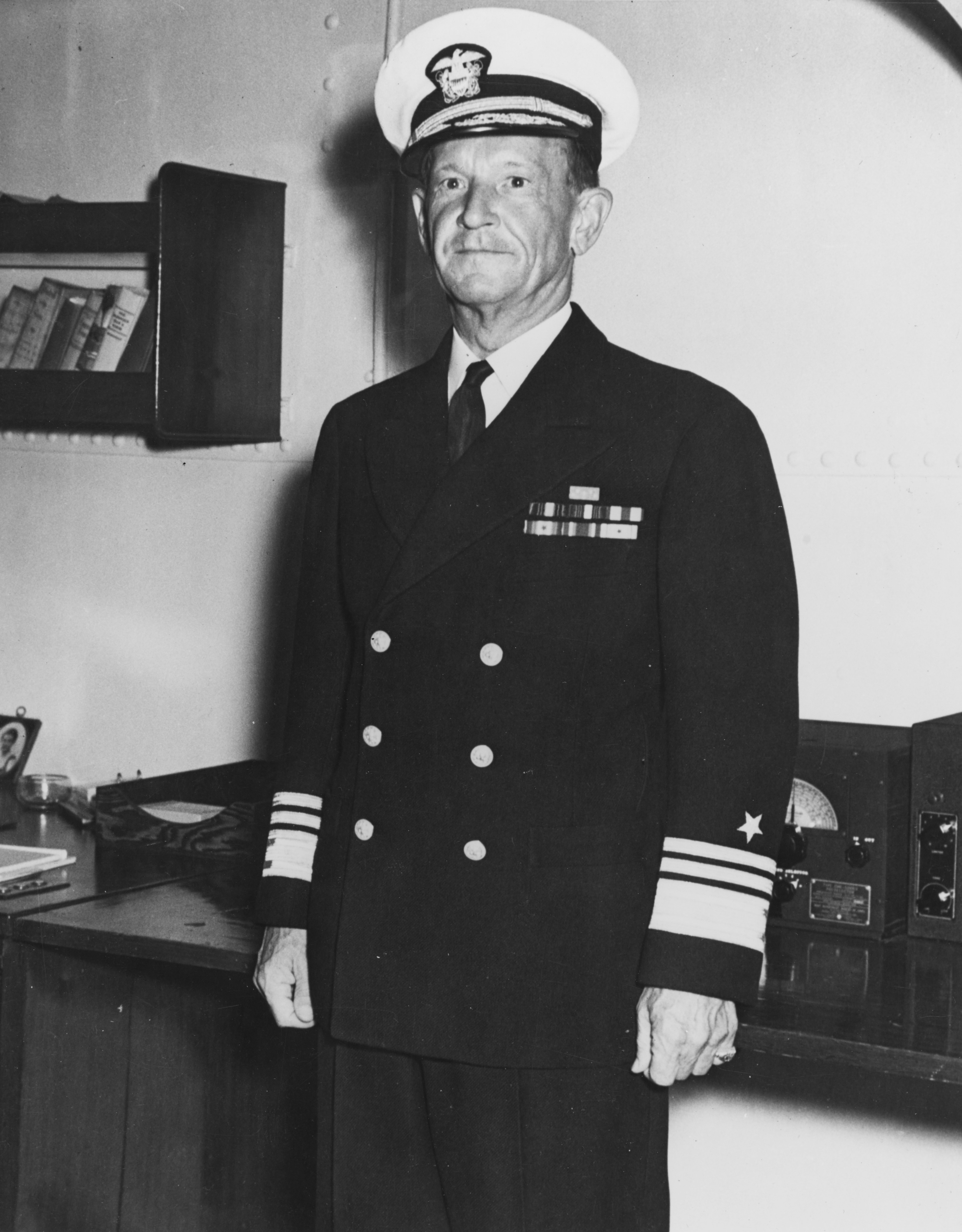
El vicealmirante estadounidense Frank Jack Fletcher

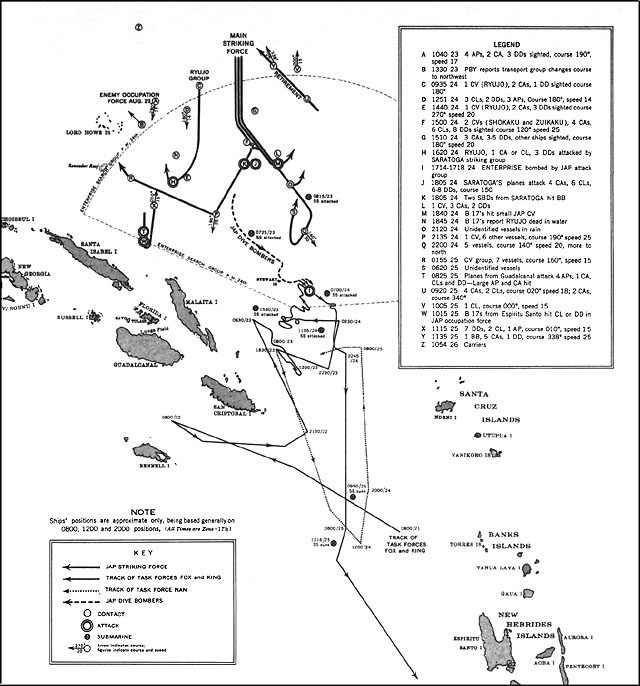
Mapa de 1943 de la Armada estadounidense en el que aparecen las derrotas aproximadas de las escuadras japonesa (arriba) y estadounidense (abajo) en la batalla que libraron entre el 23 y el 26 de agosto de 1942. La isla de Guadalcanal es la que tiene forma relativamente ovalada a la izquierda del mapa.

Las escuadras enemigas se fueron acercando el 22 de agosto; pese a los denodados esfuerzos de los aviones de ambas por descubrir la posición del enemigo, ninguna consiguió encontrar dónde se hallaba la otra. Los japoneses perdieron un avión de reconocimiento (que derribaron aeroplano del Enterprise antes de que pudiese informar por radio) lo que les persuadió de encontrarse cerca de los portaaviones enemigos. Los estadounidenses, por su parte, ignoraban todo sobre la flota nipona a la que se acercaban sin saberlo.
Un hidroavión de canoa Consolidated PBY Catalina de las islas Santa Cruz avistó a las 9:50 del día 23 a la flota de Tanaka. No hubo más avistamientos hasta la media tarde, cuando sendas escuadrillas partieron en busca del enemigo desde el Saratoga y el aeródromo Henderson. Tanaka esperaba el ataque desde que había sido descubierto por la mañana, por lo que cambió de rumbo, evitando así a los aviones estadounidenses. Informó a sus superiores del retraso que suponía haber virado hacia el norte para evitar el ataque aéreo y pospuso el desembarco de las tropas de tierras hasta el día 25. Fletcher decidió enviar a la unidad operativa 18 a repostar a Éfaté, a dos días de distancia, a las 18:23, puesto que los buques de la unidad andaban escasos de combustible y en toda la tarde no se habían vuelto a recibir noticias de la escuadra enemiga, ni de los aviones ni en los informes del servicio de información. Como consecuencia, tanto Wasp como su escolta no participaron en la posterior batalla.

### Acciones del 24 de agosto
Nagumo ordenó al contraalmirante Chūichi Hara que se adelantase al grueso de la flota con el portaaviones ligero Ryūjō, el crucero pesado Tone y los destructores Amatsukaze y Tokitsukaze) y atacase con sus aviones el aeródromo Henderson al amanecer. La orden la originó posiblemente la petición del jefe naval de Rabaul, Nishizō Tsukahara, para que la flota combinada neutralizase el aeródromo enemigo. También pudo ser una maniobra de distracción de Nagumo para desviar la atención estadounidense, permitir que el resto de sus fuerzas se acercasen a la flota enemiga por sorpresa y servir de protección al convoy. La mayoría de los aviones del Shōkaku y del Zuikaku estaban listos para despegar en cuanto se avistase a los portaaviones enemigos. Por su parte, estos enviaron (sobre todo el Enterprise) a sus aviones de reconocimiento, a los que se sumaron PBY Catalinas venidos de Ndeni, entre las 5:55 y las 6:30 para tratar de encontrar a la flota japonesa.
Un Catalina avistó al grupo del Ryūjō a las 9:35. Hubo más avistamientos del Ryūjō y de los barcos de Kondo y Mikawa a lo largo de la mañana. Los aviones estadounidenses también observaron aeroplanos submarinos enemigos durante toda la mañana y la primera mitad de la tarde; esto hizo creer a Fletcher que los japoneses habían descubierto su posición, lo que no era cierto. Pese a todo, Fletcher dudaba en enviar a sus aviones contra el Ryūjō sin haberse cerciorado antes de que no había más portaaviones por la zona. No pudo corroborarlo, pero se decidió finalmente a enviar a treinta y ocho aviones del  Saratoga contra el Ryūjō a las 13:40. Conservó otros, empero, por si se descubrían luego otros portaaviones.
Mientras, a las 12:20, el Ryūjō envió seis bombarderos Nakajima B5N2 «Kate» y quince cazas A6M3 Zero a atacar el aeródromo Henderson de consuno con los veinticuatro bombarderos Mitsubishi G4M2 «Betty» y los catorce Zeros que acudieron de Rabaul. El Ryūjō ignoraba que los aeroplanos de Rabaul se habían topado con muy mal tiempo y habían tenido que abandonar la operación y volver a la base a las 11:30. El radar del Saratoga descubrió los aviones del Ryūjō que se aproximaban a Guadalcanal, lo que facilitó la localización del portaaviones al que los estadounidenses se aprestaban a atacar. Los aeroplanos del Ryūjō alcanzaron su objetivo a las 14:23 y se enzarzaron en un combate con los cazas del aeródromo (de la Escuadrilla Cactus) al intentar bombadear las pistas. Tres «Kates», tres Zeros y otros tantos cazas estadounidenses cayeron en la lucha, que concluyó sin que el aeródromo sufriese desperfectos graves.
Un avión de reconocimiento del crucero Chikuma descubrió casi al mismo tiempo, a las 14:25, a los portaaviones enemigos. El avión fue derribado, pero pudo transmitir la información a la flota, lo que impelió a Nagumo a ordenar al punto un ataque desde el Shōkaku y el Zuikaku. La primera oleada de aeroplanos (veintisiete Aichi D3A2 «Val» bombarderos en picado y quince Zeros), al mando del jefe de escuadrilla Mamoru Seki, partió a las 14:50 y avanzó hacia el Enterprise y el Saratoga. Dos aviones de reconocimiento estadounidenses avistaron casi al mismo tiempo al grupo principal de la flota enemiga. Un fallo de comunicación les impidió advertir a Fletcher. Antes de retirarse, los aviones atacaron al Shōkaku sin causarle apenas daño, pero desviando en su persecución a cinco de los Zeros de la primera oleada, que no pudieron tomar parte en el ataque a los portaaviones. La segunda oleada despegó en torno a las 16:00: veintisiete Vals y nueve Zeros que se encaminaron al encuentro de los portaaviones americanos. El grupo de vanguardia de Abe también se adelantó, previendo chocar con los barcos enemigos tras el anocher.

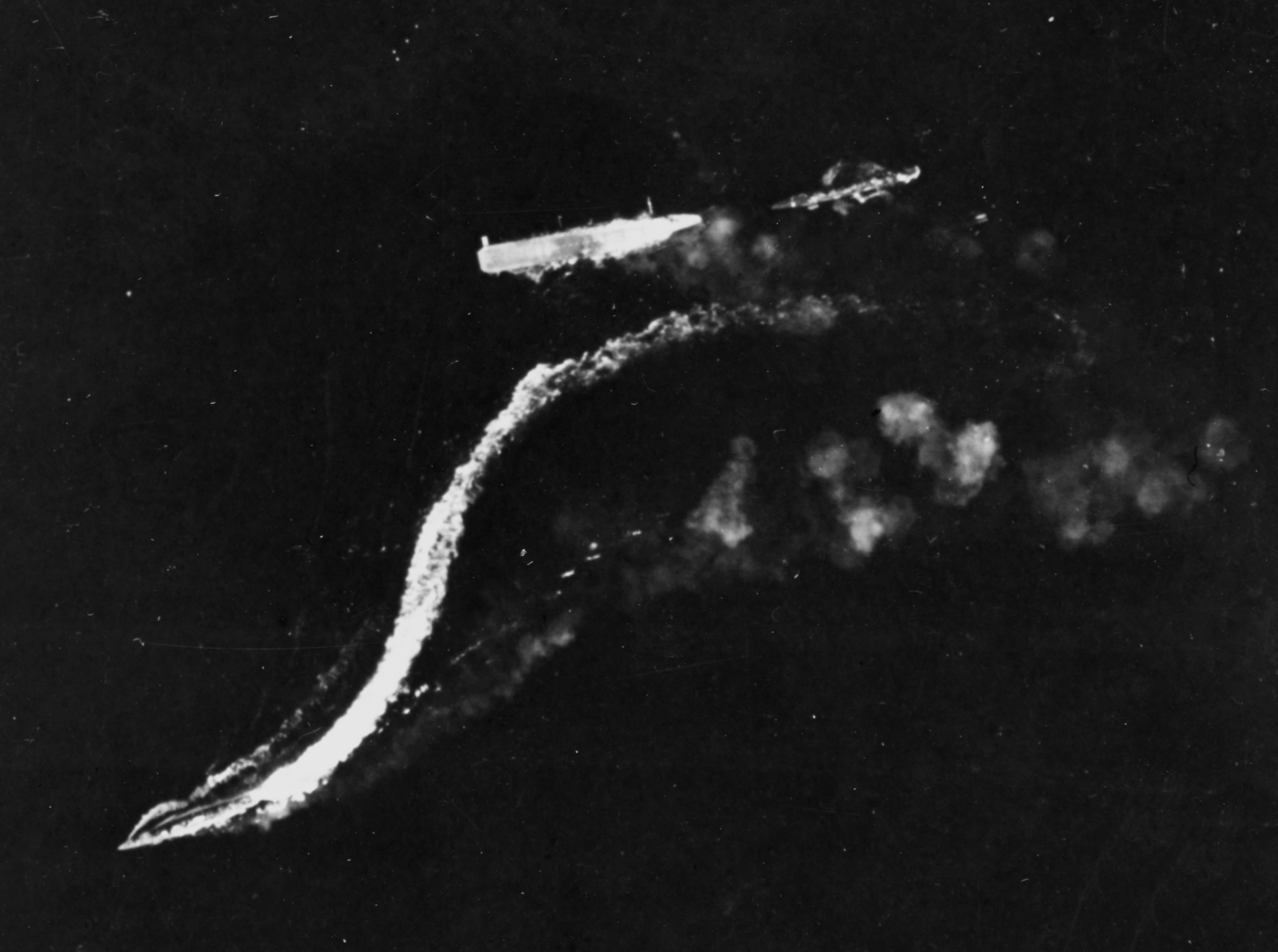
El averiado Ryujo (en el centro, ligeramente a la derecha) siendo atacado intensamente por los bombarderos B-17 el 24 de agosto de 1942. El destructor Amatsukaze (abajo, en el centro) se aleja a toda máquina de él y el Tokitsukaze (que apenas de vislumbra, a la derecha) también trata de apartarse de la proa del Ryūjō para evitar las bombas enemigas.

Los aviones del Saratoga llegaron casi al mismo tiempo y acometieron al Ryūjō, al que alcanzaron entre tres y cinco veces con bombas y quizá un torpedo; lo dejaron muy dañado y mataron a ciento veinte marineros de su tripulación. Varios bombarderos pesados B-17 se avalanzaron también sobre el Ryūjō, pero no le causaron daño. La tripulación evacuó el portaaviones por la noche, poco antes de que se hundiese. El Amatsukaze y el Tokitsukaze rescataron a los supervivientes del Ryūjō y a los aviadores que iban retornando de sus misiones y tenían que amerizar tras el hundimiento de su barco. Los dos destructores y el Tone volvieron con Nagumo tras acabar la operación de rescate.
Los radares de los portaaviones estadounidenses detectaron la primera oleada de aviones enemigos a las 16:02, cuando aún trataban de ubicar los portaaviones japoneses. Cincuenta y tres cazas F4F-4 Wildcat se dirigieron contra los atacantes, orientados por las señales recibidas en los radares. No pudieron evitar, empero, que el grueso de los bombarderos enemigos alcanzasen los portaaviones: una conjunción de problemas de transmisión, limitaciones del radar y la efectiva protección de los Zeros lo impidió. Los aviones que los portaaviones habían guardado para atacar a la flota enemiga despegaron entonces, justo antes de la llegada de los bombarderos japoneses, con orden de marchar al norte y atacar lo que encontrasen de camino y, si no daban con la escuadra nipona, mantenerse alejados de sus naves hasta que concluyese al asalto enemigo.

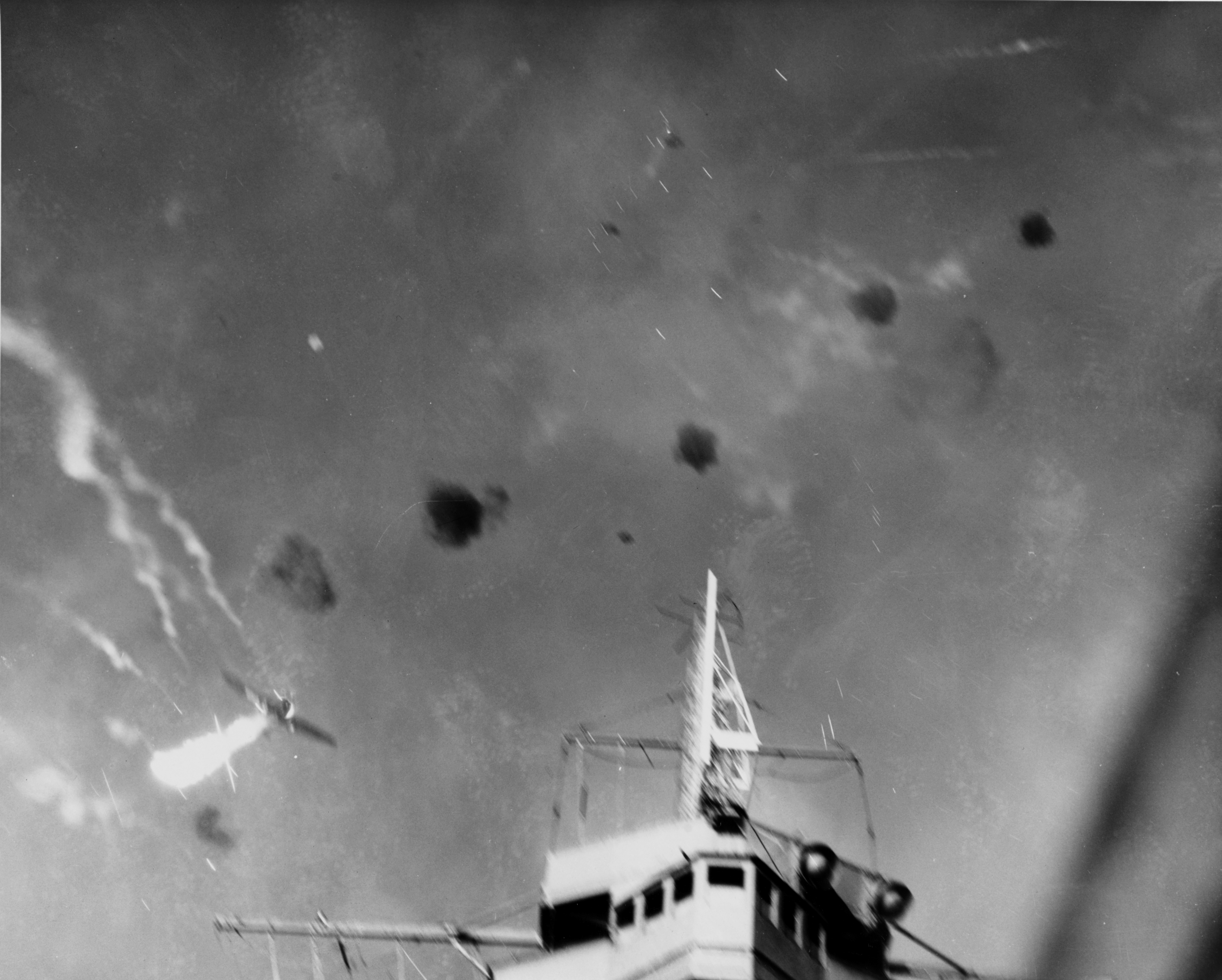
Um bombardero de picado japonés Val, quizá el de Yoshihiro Iida, es derribado por el fuego antiaéreo cuando sobrevuela el Enterprise.

Los bombarderos en picado nipones emprendieron el ataque a las 16:29. Primero trataron de acometer al Saratoga, pero pronto pasaron a acosar al Enterprise, que se hallaba cerca. Este arrostró el grueso de los asaltos de la aviación enemiga. Varios Wildcats persiguieron a los Vals en sus ataques en picado para tratar de desbaratarlos, pese al peligro que suponía el nutrido fuego antiaéreo que lanzaban el Enterprise y sus escoltas. Los artilleros estadounidenses derribaron cuatro Wildcats, además de varios bombarderos enemigos.
Las maniobras del Enterprise y el efectivo fuego antiaéreo hicieron que los nueve primeros Vals que lo atacaron no consiguiesen alcanzarlo. Uno de la segunda oleada (el del teniente Keiichi Arima) sí hizo blanco en la cubierta de vuelo con una bomba de efecto retardado, cerca del elevador de popa; el proyectil atravesó tres cubiertas y explotó cerca de la línea de flotación, matando a treinta y cinco marineros y hiriendo a otros setenta. La explosión abrió una vía de agua que hizo que el Enterprise se escorase ligeramente, sin haber causado sin embargo una gran hendidura en el casco.
Otro Val alcanzó medio minuto después al portaaviones, a menos de cinco metros del anterior impacto. La bomba hizo saltar por los aires uno de los depósitos de pólvora de los cañones de cinco pulgadas; la explosión mató a treinta y cinco artilleros y prendió un gran fuego.

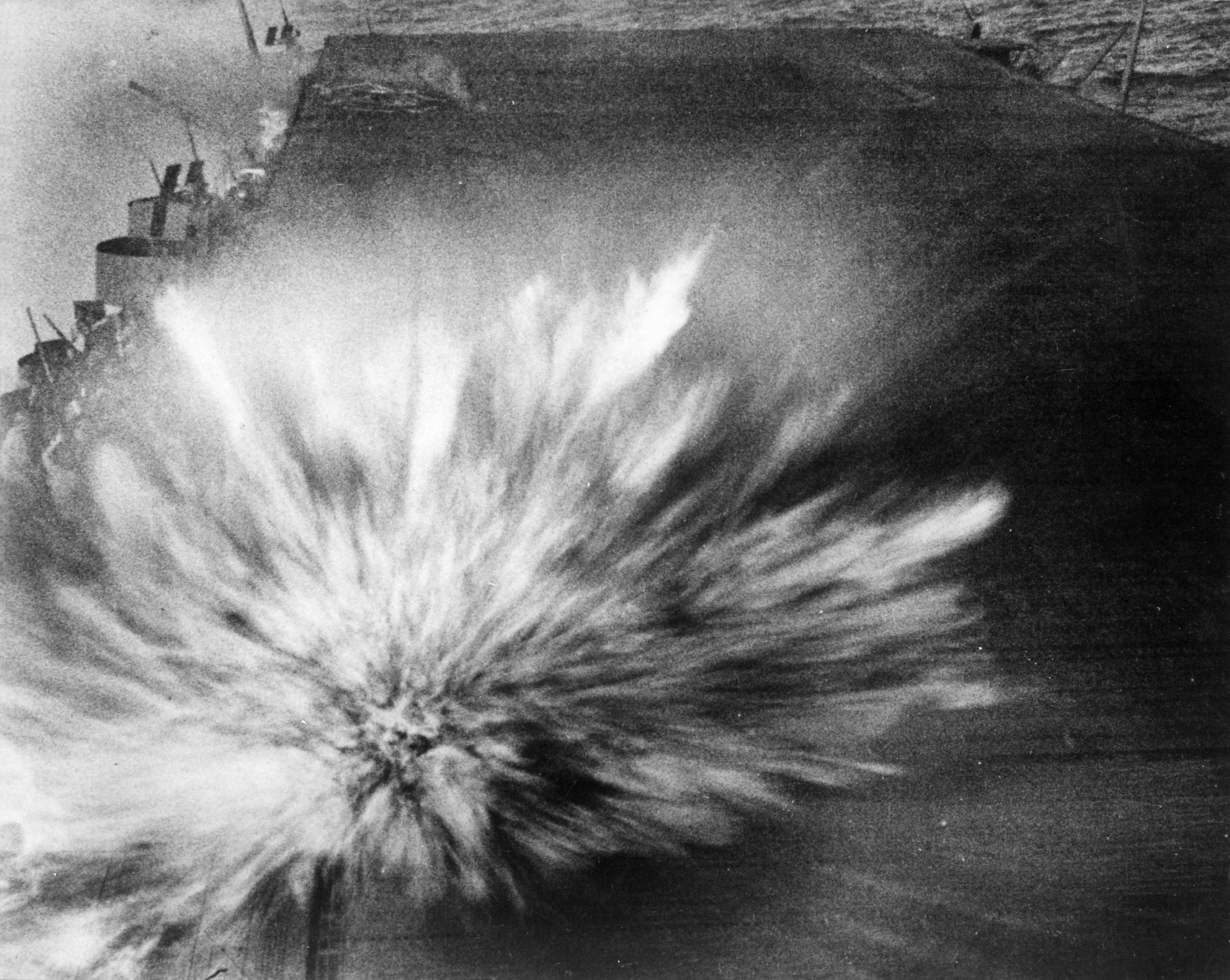
Impacto de la tercera y última bomba que hizo blanco en el Enterprise, sin causar graves desperfectos. El piloto nipón, Kazumi Horie, murió en la acción. Se aprecia el humo que habían causado los impactos de las dos bombas anteriores, en la izquierda de la fotografía.

La tercera y última bomba que alcanzó al Enterprise lo hizo apenas un minuto más tarde, a las 16:46; dio en la cubierta de vuelo, más hacia la proa que las dos anteriores. Explotó nada más tocar el casco solo abrió un boquete de unos tres metros de ancho en la cubierta, sin causar más daño. Siete Vals (tres del Shokaku y cuatro del Zuikaku) abandonaron entonces el asalto del Enterprise para cernirse sobre el acorazado North Carolina. No hicieron blanco y todos fueron derribados por el fuego antiaéreo y los cazas estadounidenses. El ataque concluyó a las 16:48: los aviones japoneses que quedaban se agruparon y volvieron a sus barcos.
Los dos bandos creyeron haberse inflidos daños más graves de los reales. Los estadounidenses anunciaron que habían derribado setenta aviones japoneses, aunque solo treinta y siete habían participado en la batalla. Los japoneses perdieron en realidad veinticinco aeronaves y las tripulaciones de la mayoría de ellas. Creían además haber averiado dos portaaviones, cuando solo habían dañado uno. Los estadounidenses perdieron seis aviones en el choque y cinco pilotos.
El Enterprise había sido dañado gravemente y estaba en llamas, pero sus equipos encargados de limitar los estragos pudieron repararlo suficientemente para que pudiese volver a operar vuelos a las 17:46, apenas una hora después del ataque. Los aviones del Saratoga volvieron a las 18:05, tras hundir el Ryūjō y pudieron aterrizar sin percances. La segunda oleada de aeroplanos japoneses se acercó a los portaaviones a las 18:15, pero no pudo encontrarlos por problemas de transmisión y hubo de retirarse, perdiendo cinco aparatos en la fallida misión. Pocos de los aviones americanos que habían despegado justo antes del asalto japonés encontraron objetivos. Dos SBD Dauntlesses del Saratoga sí que hallaron a los buques de Kondo y acometieron al Chitose; aunque no hicieron blanco de lleno, lo dañaron mucho, pues no contaba con blindaje. Los aviones de los portaaviones estadounidenses pudieron volver a sus barcos o aterrizar en el aeródromo Henderson ya anochecido. Los buques estadounidenses se retiraron hacia el sur para salir del radio de alcance de los navíos enemigos. Los grupos de Abe y Kondō se dirigían en la misma dirección para tratar de alcanzar a los estadounidenses y obligarles a dar batalla, pero finalmente se retiraron en torno a la medianoche sin haberlo logrado. El grupo de Nagumo, que había perdido bastantes aeronaves y tenía escaso combustible, también se retiró al norte.

### Acciones del 25 de agosto
Tanaka creía haber neutralizado a dos de los portaaviones enemigos, por lo que retomó el rumbo hacia Guadalcanal; a las 08:00 del día 25 sus navíos se hallaban a ciento treinta millas náuticas de su objetivo. Entonces se le unieron cinco destructores que habían estado castigando el aeródromo Henderson durante la noche, aunque sin causar grandes estragos. Aviones del aeródromo Henderson atacaron a la escuadra nipona a las 8:05; averiaron el Jintsu, mataron a veinticuatro de sus tripulantes y dejaron inconsciente a Tanaka. Alcanzaron también al transporte Kinryu Maru, que luego se hundió. El crucero Mutsuki se cercó al Kinryu Maru para rescatar a su tripulación y a las tropas que llevaba, pero lo atacaron cuatro B-17 llegados de Espíritu Santo, que lo hundieron tras alcanzarlo con cinco bombas. Tanaka, aturdido, pasó al Kagerō, ordenó al Jintsu que volviese a Truk, y encaminó el convoy a la base japonesa de las  islas Shortland.
Las dos flotas enemigas se retiraron de la zona y así concluyó la batalla. La japonesa se apostó en torno a las Salomón septentrionales, fuera del alcance de los aviones del aeródromo Henderson y luego volvió a Truk el 5 de septiembre.

## Consecuencias

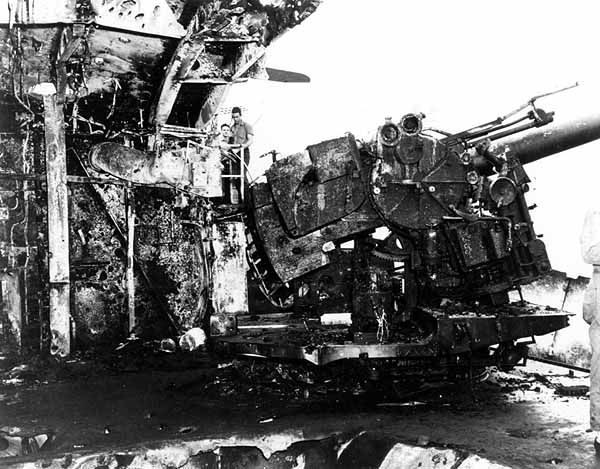
Uno de los cañones de cinco pulgadas del Enterprise, muy dañado durante el combate.

Se suele considerar que la batalla fue una victoria táctica y estratégica estadounidense, puesto que los japoneses perdieron en ella más barcos, aviones y aviadores y tuvieron que retrasar el envío de refuerzos a Guadalcanal. Richard B. Frank resumió así el choque:

La batalla de las Salomón Orientales fue indudablemente una victoria estadounidense, pero tuvo escasas consecuencias perdurables, salvo la de reducir el número de pilotos de los portaaviones japoneses.  Los refuerzos (japoneses) que no pudieron llegar a Guadalcanal en los lentos transporte lo hicieron pronto por otros medios.

Los estadounidenses solo perdieron siete aviadores en la batalla, mientras que los japoneses perdieron sesenta y uno, veteranos difíciles de sustituir a causa de lo limitado de sus programas navales de adiestramiento en aviación y de la falta de reservistas con formación adecuada. Las tropas que transportaba Tanaka pasaron luego a destructores en las islas Shortland y fueron enviados en pequeños destacamentos a Guadalcanal a partir del 29 de agosto, si bien sin el armamento pesado. La propaganda nipona exageró los daños infligidos al enemigo e incluso afirmó haber hundido el Hornet por haber participado en la Incursión Doolittle, buque que no había participado en el combate naval.
La importancia del aeródromo quedó confirmada cuando sus aviones hundieron el destructor Asagiri y dañaron otros dos en el estrecho de Nueva Georgia el 28 de agosto, a sesenta y una millas de Guadalcanal, cuando acudían a dejar refuerzos en la isla.
El Enterprise se dirigió a Pearl Harbor para arreglar sus graves desperfectos y estuvo listo para volver a combatir el 15 de octubre de 1942. Volvió al Pacífico sur el 24 de octubre, justo a tiempo para participar en la batalla de las Islas Santa Cruz, nuevamente contra el Shōkaku y el Zuikaku.